# Supercopa de Rusia 2018
La Supercopa de Rusia 2018 fue la XVI edición del torneo y tuvo lugar el 27 de julio de 2018 en el Estadio de Nizhni Nóvgorod, con capacidad para 43.319 espectadores.
El encuentro fue disputado entre el CSKA Moscú, subcampeón de la Liga Premier de Rusia 2017-18 y el FC Lokomotiv Moscú, campeón de liga. El encuentro se iba a disputar entre el Lokomotiv y el campeón de copa el FC Tosno, pero tras disolverse en verano de 2018, fue sustituido por el CSKA.

## Equipos participantes
|  |  | FC Lokomotiv Moscú |  | Campeón de la Liga Premier de Rusia (2017-18)    |
|  |  | CSKA Moscú         |  | Subcampeón de la Liga Premier de Rusia (2017-18) |

## Partido
| Final; 27 de julio de 2018, 21:30 (UTC+03:00) | FC Lokomotiv Moscú | 0:1 (pro.) (0:0) | CSKA Moscú      | Estadio de Nizhni Nóvgorod, Nizhni Nóvgorod                      |                                                                  |
|                                               |                    | Reporte          | - Khosonov 106' | Asistencia: 43.319 espectadores Árbitro(s): Vladislav Bezborodov | Asistencia: 43.319 espectadores Árbitro(s): Vladislav Bezborodov |

|  |  |

| Lokomotiv de Moscú |    |                     |      |
|                    |    |                     |      |
| POR                | 1  | Guilherme           |      |
| DEF                | 33 | Solomon Kverkvelia  | 114' |
| DEF                | 31 | Maciej Rybus        |      |
| DEF                | 14 | Vedran Ćorluka      | 91'  |
| MED                | 27 | Igor Denisov (c)    | 106' |
| MED                | 20 | Vladislav Ignatyev  |      |
| MED                | 6  | Dmitri Barinov      |      |
| MED                | 59 | Alekséi Miranchuk   |      |
| MED                | 11 | Anton Miranchuk     |      |
| MED                | 4  | Manuel Fernandes    | 69'  |
| DEL                | 24 | Eder                | 91'  |
| Sustituciones:     |    |                     |      |
| POR                | 77 | Anton Kochenkov     |      |
| DEF                | 29 | Vitali Denisov      |      |
| DEF                | 28 | Boris Rotenberg     |      |
| DEF                | 3  | Brian Idowu         | 91'  |
| DEF                | 17 | Taras Mykhalyk      |      |
| DEF                | 84 | Mijaíl Lysov        |      |
| MED                | 23 | Dmitri Tarasov      | 106' |
| MED                | 96 | Rifat Zhemaletdinov | 69'  |
| MED                | 83 | Aleksei Mironov     |      |
| MED                | 69 | Daniil Kulikov      |      |
| MED                | 67 | Roman Tugarev       |      |
| DEL                | 8  | Jefferson Farfán    | 91'  |
| Entrenador:        |    |                     |      |
| Yuri Semin         |    |                     |      |

| CSKA Moscú         |    |                           |      |
|                    |    |                           |      |
| POR                | 35 | Ígor Akinféyev            |      |
| DEF                | 3  | Nikita Chernov            | 66'  |
| DEF                | 2  | Mário Fernandes           |      |
| DEF                | 23 | Hörður Björgvin Magnússon |      |
| DEF                | 50 | Rodrigo Becão             |      |
| MED                | 14 | Kiril Nababkin            | 67'  |
| MED                | 10 | Alán Dzagóyev             | 13'  |
| MED                | 15 | Dmitri Yefrémov           | 81'  |
| MED                | 25 | Kristijan Bistrović       | 57'  |
| DEL                | 9  | Fiódor Chálov             |      |
| DEL                | 11 | Vitinho                   | 117' |
| Sustituciones:     |    |                           |      |
| POR                | 1  | Iliá Pomazún              |      |
| DEF                | 13 | Gueorgui Schénnikov       | 13'  |
| MED                | 72 | Astemir Gordyushenko      |      |
| MED                | 77 | Ilzat Ajmetov             |      |
| MED                | 70 | Timur Pukhov              |      |
| MED                | 80 | Jétag Josónov             | 67'  |
| MED                | 71 | Nayair Tiknizyan          |      |
| MED                | 29 | Jaka Bijol                | 81'  |
| DEL                | 75 | Timur Zhamaletdinov       | 117' |
| DEL                | 81 | Vitali Zhironkin          |      |
| Entrenador:        |    |                           |      |
| Viktor Goncharenko |    |                           |      |

| Campeón Supercopa de Rusia 2018 |
| ------------------------------- |
| CSKA Moscú 7º título            |